# Tobaksbolag
Tobaksbolag är ett bolag som tillverkar, säljer eller på annat sätt hanterar tobaksprodukter, till exempel cigaretter eller snus.
Exempel på sådana är House of Prince, Rocker Production, Swedish Match och Philip Morris International.